# باتريك هنري (مهرب مخدرات)
باتريك هنري (بالفرنسية: Patrick Henry)‏ هو مهرب مخدرات فرنسي، ولد في 31 مارس 1953 في تروا في فرنسا، وتوفي في 3 ديسمبر 2017 في مدينة ليل في فرنسا بسبب سرطان الرئة.